# نیک داشف
نیک داشف (بلغاری: Ник Дашев؛ زادهٔ ۱۳ اکتبر ۱۹۹۱) بازیکن فوتبال اهل بلغارستان است.
از باشگاه‌هایی که در آن بازی کرده است می‌توان به اشاره کرد.
وی همچنین در تیم ملی فوتبال زیر ۲۱ سال بلغارستان بازی کرده است.